# بارنی راس
بارنی راس (انگلیسی: Barney Ross; ۲۳ دسامبر ۱۹۰۹ – ۱۸ ژانویهٔ ۱۹۶۷) بوکسور اهل ایالات متحده آمریکا بود.
وی همچنین برندهٔ جوایزی همچون ستاره نقره‌ای شده‌است.